# Luigi Sappa
Luigi Sappa (Rezzo, 2 dicembre 1948) è un politico italiano, ex Presidente della Provincia di Imperia ed ex Sindaco di Imperia.

## Attività politica
Sindaco di Imperia dal 1999 al 2009, è stato successivamente Presidente della Provincia di Imperia dal 2010 quando fu eletto con il 59,0% dei voti in rappresentanza di una coalizione di centrodestra al 2015. È stato anche assessore provinciale al Bilancio dal 1995 al 1999.
È stato sostenuto, in consiglio provinciale, da una maggioranza costituita da:
- PdL
- Per la Libertà - Con Berlusconi - Per la Nostra Provincia
- Lega Nord

Dal 24 novembre 2018 è Presidente di ‘’Polis’’, associazione culturale e politica che vuole far riavvicinare i cittadini; il Sindaco di Imperia Claudio Scajola ne è Presidente Onorario . L’associazione, nel corso delle elezioni regionali liguri del 2020, correrà in un'unica lista con Forza Italia e Liguria Popolare a sostegno del Presidente uscente Giovanni Toti con capolista per la provincia di Imperia proprio Sappa. Ginetto raccoglie 2.800 preferenze nella Provincia di Imperia arrivando primo ma non risultando eletto poiché la lista ottiene solo un seggio nella Provincia di Genova.
Nell'aprile del 2022 viene eletto amministratore unico della Spu (Società di promozione dell’Università) spa, il polo universitario imperiese.